# Tati Casoni
Antonietta Casoni, conosciuta come Tati (Milano, 1921 – Lugano, aprile 2008), è stata una cantante italiana.

## Biografia
Per fuggire dal bar gestito dai genitori, inizia ad esibirsi come canzonettista in feste ed intrattenimenti ricreativi nella sua città natale.
La sua carriera professionale comincia nel 1939 con la formazione di un complesso di musica leggera da lei diretto, nel quale lavora come pianista e successivamente come batterista, che si esibisce fino al 1942, quando la Seconda guerra mondiale lo costringe a sciogliersi.
In questo periodo la giovane Tati studia canto con un maestro della casa discografica La voce del padrone.
Nel 1944 viene ingaggiata dal maestro Carlo Zeme per un impiego con la RAI, dove lavora fino al 1949. Dal 1947 alla fine della carriera collabora anche con la RSI.
Tra il 1949 ed il 1950 prende parte a varie tournée in America centrale e meridionale ed è ospite delle maggiori emittenti radiofoniche, dove esegue i suoi maggiori successi, come Il valzer delle candele, Ba-ba-dù e Stornello del marinaro, poi registrati soprattutto per le case discografiche Fonit Cetra, Columbia Records e Telefunken.
Al ritorno in Europa esporta con enorme successo il samba brasiliano.
Ha trascorso gli ultimi anni della sua vita in una casa di riposo a Lugano, dove è deceduta nell'aprile del 2008, dopo aver sofferto molto tempo di sclerosi multipla.